# Ellis Peters Historical Award
L'Ellis Peters Historical Award è un premio letterario assegnato annualmente dalla Crime Writers' Association al miglior romanzo giallo di ambientazione storica (precedente agli anni sessanta).
Fondato nel 1999, con il nome Historical Dagger, dal 2006 è stato rinominato Ellis Peters Historical Award, in memoria della scrittrice Ellis Peters.
È sponsorizzato dall'Estate of Ellis Peters e dagli editori Headline e Little Brown.

## Vincitori e candidati
I vincitori sono indicati in grassetto. A seguire la short-list dei finalisti.
- 1999: In pasto ai leoni (Two for the Lions) di Lindsey Davis
- 2000: Un fantasma per Nell Bray (Absent Friends) di Gillian Linscott
- 2001: The Office of the Dead di Andrew Taylor
  - Ode per un banchiere (Ode to a Banker) di Lindsey Davis
  - A Distinction of Blood di Hannah March
  - A Cold Touch of Ice di Michael Pearce
  - Last Seen In Massilia di Steven Saylor
  - Mortal Sins di Penn Williamson
- 2002: Ladra (Fingersmith) di Sarah Waters
  - The Jupiter Myth di Lindsey Davis
  - The Pale Companion di Philip Gooden
  - Dead Man Riding di Gillian Linscott
  - The Athenian Murders di Jose Carlos Samoza
  - The Desperate Remedy di Martin Stephen
- 2003: Il ragazzo americano (The American Boy) di Andrew Taylor
  - The White Russian di Tom Bradby
  - Sempre caro di Marcello Fois
  - London Dust di Lee Jackson
  - Blood on the Wood di Gillian Linscott
  - L'enigma del gallo nero (Dissolution) di C. J. Sansom
  - Il ponte dei sospiri (The Bridge of Sighs) di Olen Steinhauer
- 2004: The Damascened Blade di Barbara Cleverly
  - The Shape of Sand di Majorie Eccles
  - Hell at the Breech di Tom Franklin
  - The Thief-Taker di Janet Gleeson
  - Il Circolo Dante (The Dante Club) di Matthew Pearl
  - The Judgement of Caesar di Steven Saylor
  - The Lover di Laura Wilson
- 2005: La scomparsa del fuoco greco (Dark Fire) di C. J. Sansom
  - Il ritratto (The Portrait) di Iain Pears
  - The God of Chaos di Tom Bradby
  - The Palace Tiger di Barbara Cleverly
  - After the Armistice Ball di Catriona McPherson
  - Mortal Mischief di Frank Tallis
- 2006: Red Sky Lament di Edward Wright
  - The Pale Blue Eye di Louis Bayard
  - Nefertiti (Nefertiti & the Book of the Dead) di Nick Drake
  - L'albero dei giannizzeri (The Janissary Tree) di Jason Goodwin
  - Il segreto della Torre di Londra (Sovereign) di C. J. Sansom
  - Il sigillo del sultano (The Sultan's Seal) di Jenny White
- 2007: La signora dell'arte della morte (Mistress of the Art of Death) di Ariana Franklin
  - Il serpente di pietra (The Snake Stone) di Jason Goodwin
  - L'uno dall'altro (The One from the Other) di Philip Kerr
  - Murder at Deviation Junction di Andrew Martin
  - Il giardino selvaggio (The Savage Garden) di Mark Mills
  - La tenerezza dei lupi (The Tenderness of Wolves) di Stef Penney
- 2008: Stratton's War di Laura Wilson
  - La rosa e il serpente (The Death Maze) di Ariana Franklin
  - A fuoco lento (A Quiet Flame) di Philip Kerr
  - Death on a Branch Line di Andrew Martin
  - I sette calici dell'eresia (Revelation) di C. J. Sansom
  - Bleeding Heart Square di Andrew Taylor
- 2009: Se i morti non risorgono (If The Dead Rise Not) di Philip Kerr
  - The Dead of Winter di Rennie Airth
  - La vocazione perduta di Alexander Seaton (The Redemption of Alexander Seaton) di Shona MacLean
  - The Intelligence Officer di Mark Mills
  - The Interrogator di Andrew Williams
  - An Empty Death di Laura Wilson
- 2010: Il persecutore (Revenger) di Rory Clements
  - Cuore di cervo (Heartstone) di C. J. Sansom
  - Washington Shadow di Aly Monroe
  - Il circolo degli eretici (Heresy) di S. J. Parris
  - Anatomia dei fantasmi (Anatomy of Ghosts) di Andrew Taylor
  - To Kill a Tsar di Andrew Williams
- 2011: The Somme Stations di Andrew Martin
  - Prince di Rory Clements
  - La bara rossa (The Red Coffin) di Sam Eastland
  - The Hanging Shed di Gordon Ferris
  - The Cleansing Flames di R. N. Morris
  - Island of Bones di Imogen Robertson
- 2012: Icelight di Aly Monroe
  - L'ultimo velo (The Crown) di Nancy Bilyeau
  - Il senso del dolore di Maurizio De Giovanni
  - Bitter Water di Gordon Ferris
  - La notte di Praga (Prague Fatale) di Philip Kerr
  - Sacrilege di S. J. Parris
  - A Willing Victim di Laura Wilson
- 2013: The Scent of Death di Andrew Taylor
  - The Heretics di Rory Clements
  - Pilgrim Soul di Gordon Ferris
  - The Paris Winter di Imogen Robertson
  - Dead Men and Broken Hearts di Craig Russell
  - The Twelfth Department di William Ryan
- 2014: Il misterioso caso di Samuel Fleet (The Devil in the Marshalsea) di Antonia Hodgson
- 2015: The Seeke di Shona MacLean
- 2016: Figli della Stasi (Stasi Child) di David Young
- 2017: L'uomo di Calcutta (A Rising Man) di Abir Mukherjee
- 2018: Nucleus di Rory Clements
- 2019: Destroying Angel di Shona MacLean
- 2020: Morte a Oriente (Death in the East) di Abir Mukherjee
- 2021: Midnight at Malabar House di Vaseem Khan[2]
- 2022: Sunset Swing di Ray Celestin[3]
- 2023: The Darkest Sin di D.V. Bishop[4]
- 2024: Viper's Dream di Jake Lamar[5]
- 2025: Il tradimento di Thomas True (The Betrayal of Thomas True) di A. J. West[6]